# Inštitut za podjetništvo in management malih podjetij Ekonomsko-poslovne fakultete v Mariboru
Inštitut za podjetništvo in management malih podjetij deluje v okviru Raziskovalno-izobraževalnega centra Ekonomsko-poslovne fakultete Univerze v Mariboru.